# Iris heylandiana
Iris heylandiana là một loài thực vật có hoa trong họ Diên vĩ. Loài này được Boiss. & Reut. miêu tả khoa học đầu tiên năm 1882.